# Satoshi Shiki
Satoshi Shiki (士貴智志, Shiki Satoshi) é um mangaká japonês nascido em 20 de Novembro de 1970 na cidade de Kasugai, província de Aichi.
Dentre outros trabalhos, foi autor de Kamikaze, Riot e XBlade.[carece de fontes?] Participou no Character design do anime Daphne in the Brilliant Blue (アイ～光と水のダフネ, Ai ~Hikari to Mizu no Daphne~).